# Navarro-labourdin
- Le navarro-labourdin

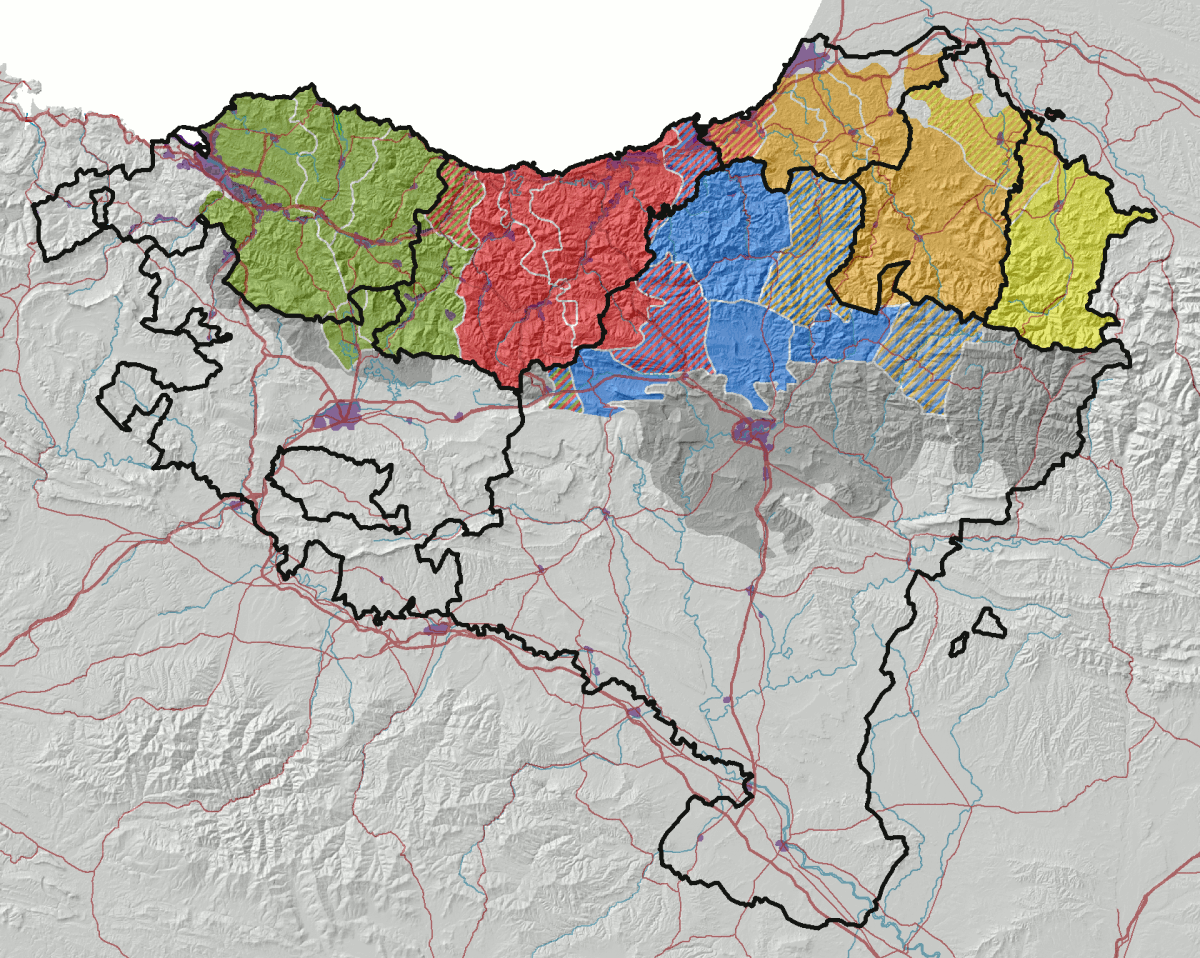
Le navarro-labourdin

Le navarro-labourdin (nafar-lapurtera en basque) est un dialecte basque parlé dans le Labourd et la Basse-Navarre au Pays basque.
À la suite des nouvelles recherches qui sont faites dans le domaine de la dialectologie basque, le professeur de philologie basque de l'université du Pays basque, Koldo Zuazo, a effectué une nouvelle classification. Le navarro-labourdin est une nouvelle dénomination qui fusionne le labourdin et les dialectes bas-navarrais.

## Classification dialectale actuelle
D'après le linguiste Koldo Zuazo, la langue basque se compose aujourd'hui de cinq dialectes principaux :
- l'occidental (autrefois appelé biscayen) ;
- le central (autrefois appelé guipuscoan) ;
- le navarrais ;
- le navarro-labourdin ;
- le souletin.

### Le navarro-labourdin
Le navarro-labourdin a plusieurs sous-dialectes :
- Le sous-dialecte de l'Ouest (Sartaldeko azpieuskalkia)
- Le sous-dialecte de l'Est (Sortaldeko azpieuskalkia)
- Le sous-dialecte Est-Ouest (Sartalde eta sortaldeko azpieuskalkia). C'est un sous-dialecte intermédiaire combiné entre le sous-dialecte navarro-labourdin de l'est et de l'ouest.
- Le sous-dialecte côtier (Kostatarra). C'est un sous-dialecte intermédiaire combiné entre le navarro-labourdin et le guipuscoan.
- Le sous-dialecte de Mixe (Amikuze). C'est un sous-dialecte intermédiaire combiné entre le navarro-labourdin et le souletin.

Le dialecte navarro-labourdin est parlé dans une centaine de communes des provinces du Labourd, de Basse-Navarre et de Soule :
- Labourd : Ahetze, Aïnhoa, Arbonne, Arcangues, Ascain, Bardos, Bassussarry, Bidart, Biriatou, Bonloc, Briscous, Cambo-les-Bains, Ciboure, Espelette, Guéthary, Halsou, Hasparren, Hendaye, Itxassou, Jatxou, Lahonce, Larressore, Louhossoa, Macaye, Mendionde, Mouguerre, Saint-Jean-de-Luz, Saint-Pée-sur-Nivelle, Saint-Pierre-d'Irube, Sare, Souraïde, Urcuit, Urrugne, Ustaritz et Villefranque.
- Basse-Navarre : Ahaxe-Alciette-Bascassan, Aïcirits-Camou-Suhast, Aincille, Ainhice-Mongelos, Aldudes, Amendeuix-Oneix, Amorots-Succos, Anhaux, Arbérats-Sillègue, Arbouet-Sussaute, Arhansus, Armendarits, Arnéguy, Arraute-Charritte, Ascarat, Ayherre, Banca, Béguios, Béhasque-Lapiste, Béhorléguy, Beyrie-sur-Joyeuse, Bidarray, Bunus, Bussunarits-Sarrasquette, Bustince-Iriberry, Çaro, Estérençuby, Gabat, Gamarthe, Garris, Hélette, Hosta, Ibarrolle, Iholdy, Ilharre, Irissarry, Irouléguy, Ispoure, Isturits, Jaxu, Juxue, Labets-Biscay, Lacarre, Lantabat, Larceveau-Arros-Cibits, Larribar-Sorhapuru, Lasse, Lecumberry, Luxe-Sumberraute, Masparraute, Méharin, Mendive, Orègue, Orsanco, Ossès, Ostabat-Asme, Saint-Esteben, Saint-Étienne-de-Baïgorry, Saint-Jean-le-Vieux, Saint-Jean-Pied-de-Port, Saint-Just-Ibarre, Saint-Martin-d'Arberoue, Saint-Martin-d'Arrossa, Saint-Michel, Saint-Palais, Suhescun, Uhart-Cize, Uhart-Mixe et Urepel.
- Soule : Aroue-Ithorots-Olhaïby, Domezain-Berraute, Etcharry et Lohitzun-Oyhercq.

Les communes labourdines d'Anglet, Bayonne, Biarritz, Boucau, Guiche et Urt, les communes bas-navarraises d'Arancou, Bergouey-Viellenave, Bidache, Came et Sames et les communes souletines de Gestas, Montory et Osserain-Rivareyte sont quant à elles de langue gasconne.

## Lexique
|            | français | basque standard                   | navarro-labourdin                  | souletin            |
| Adverbes : | jamais   | sekula ez, inoiz ez, egundaino ez | sekula ez, nehoiz ez, egundaino ez | astelüxean, jagoiti |
| Adverbes : | souvent  | maiz, askotan                     | ardura                             | ardüra, askitan     |
| Adjectif : | bien     | ongi, ondo                        | ontsa                              | honki, ontsa        |
| Adjectif : | joli     | polit, eder                       | polit, eder                        | eijer, ejer         |
| Verbes :   | arriver  | gertatu, suertatu, jazo           | gertatu, suertatu                  | agitü               |
| Verbes :   | avoir    | izan, eduki                       | izan, ukan, eduki                  | edüki, üken         |
| Verbes :   | terminer | bururatu, bukatu, amaitu          | finitu                             | bürüratü, ürrentü   |
| Verbes :   | venir    | etorri, heldu                     | jin, etorri, heldu                 | jin, heltü          |
| Noms :     | cuisine  | sukalde                           | sukalde                            | sükalte             |
| Noms :     | fleur    | lore, lili                        | lore, lili                         | lili, lore          |
| Noms :     | lieu     | leku, toki                        | leku, toki                         | lekü, güne          |
| Noms :     | pluie    | euri                              | euri                               | ebi, eüri           |
| Noms :     | poète    | olerkari                          | olerkari                           | olerkari            |
| Noms :     | soleil   | eguzki                            | eguzki, iduzki                     | eki                 |
| Noms :     | sortie   | irteera                           | jalgibide, jalgia                  | elkigia, elkigü     |
| Noms :     | Soule    | Zuberoa                           | Xiberoa                            | Xiberoa             |